# Proschora amaura
Proschora amaura är en fjärilsart som beskrevs av Turner 1945. Proschora amaura ingår i släktet Proschora och familjen nattflyn. Inga underarter finns listade i Catalogue of Life.